# 1657 en musique classique
| \| • Retour à la chronologie générale de la musique classique • \| |
| Grèce • Rome • Haut Moyen Âge • VIIIe siècle • IXe siècle • Xe siècle • XIe siècle XIIe siècle • XIIIe siècle • XIVe siècle • XVe siècle • XVIe siècle • XVIIe siècle XVIIIe siècle • XIXe siècle • XXe siècle • XXIe siècle |
| • Retour à la chronologie générale de la musique classique • |

| Années en musique classique : 1654 - 1655 - 1656 - 1657 - 1658 - 1659 - 1660    |
| Décennies en musique classique : 1620 - 1630 - 1640 - 1650 - 1660 - 1670 - 1680 |

## Événements
- Ballet de l'amour malade, de Jean-Baptiste Lully.

## Naissances

Giuseppe Ottavio Pitoni

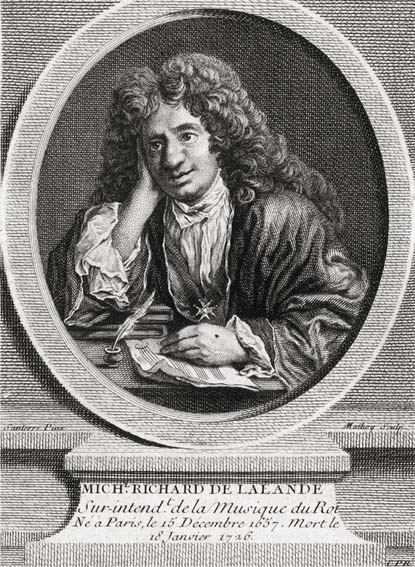
Michel-Richard de Lalande

- 18 mars : Giuseppe Ottavio Pitoni, compositeur italien († 1er février 1743).
- 25 juillet : Philipp Heinrich Erlebach, compositeur allemand († 17 avril 1714).
- 15 décembre : Michel-Richard de Lalande, compositeur français († 18 juin 1726).

Date indéterminée :
- Hendrik Anders, compositeur et organiste néerlandais († 14 mars 1714).
- Jacques Danican Philidor, compositeur et musicien français († 1708).
- Daniel Vetter, organiste et compositeur allemand († 7 février 1721).

## Décès
- 26 mars : Jacob van Eyck, compositeur néerlandais (° 1590).
- 26 juin : Tobias Michael, compositeur et Thomaskantor allemand (° 13 juin 1592).
- 20 octobre : Alessandro Costantini, organiste et compositeur italien (° vers 1581-1583).

Date indéterminée :
- Sauvaire Intermet, musicien et compositeur français (° vers 1573).

Vers 1657 :
- Gioan Pietro Del Buono, compositeur et claveciniste italien (° avant 1641).